# Museo di Gordio
Il Museo di Gordio (in turco Gordion Müzesi) è un museo in Turchia, nei pressi della antica città di Gordio.

## Localizzazione
A differenza della maggior parte degli altri musei, questo museo si trova in un villaggio. Si trova nel villaggio di Yassıhöyük del distretto di Polatlı nella provincia di Ankara sulla strada per Polatlı a 39°39′10″N 31°39′47″E. Il villaggio fu fondato vicino a Gordio, la capitale della Frigia, un antico regno in Anatolia.

## Storia
Il museo è stato fondato nel 1963 come filiale del Museo delle Civiltà Anatoliche ad Ankara a circa 75 chilometri di distanza. Recentemente, il museo è stato ampliato aggiungendo un magazzino di 180 metri quadrati, una sala espositiva aggiuntiva di 150 metri quadrati, un laboratorio e una sala conferenze. C'è anche un'area espositiva all'aperto di 5000 metri quadrati.

## Collezioni
I reperti includono  oggetti archeologici frigi e di altre civiltà, in particolare quelli del re Mida. C'è anche una mostra cronologica di manufatti successivi tra cui oggetti ellenistici e dell'Impero Romano e anche una sezione numismatica.
Ci sono molti tumuli intorno a Gordio. In realtà sono le tombe degli aristocratici frigi. Il tumulo più importante con un diametro di 300 metri (980 piedi) e un'altezza di 55 metri (180 piedi) appartiene a Re Mida. Fu portato alla luce nel 1957 e dopo aver effettuato i lavori di stabilizzazione, fu aperto alle visite.

## Galleria d'immagini
Galleria del museo

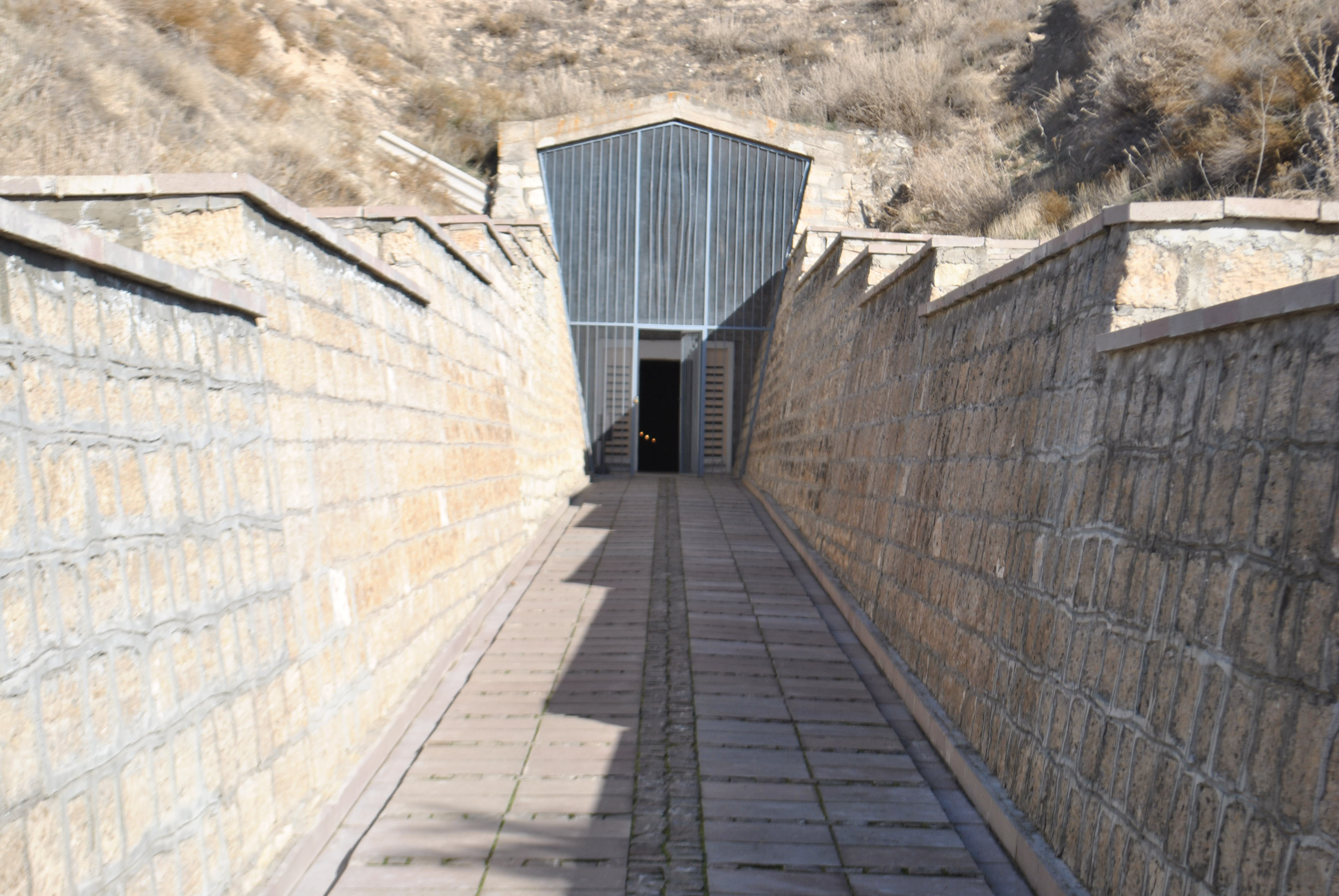
prima parte del dromos del tumulo detto di "Re Mida"
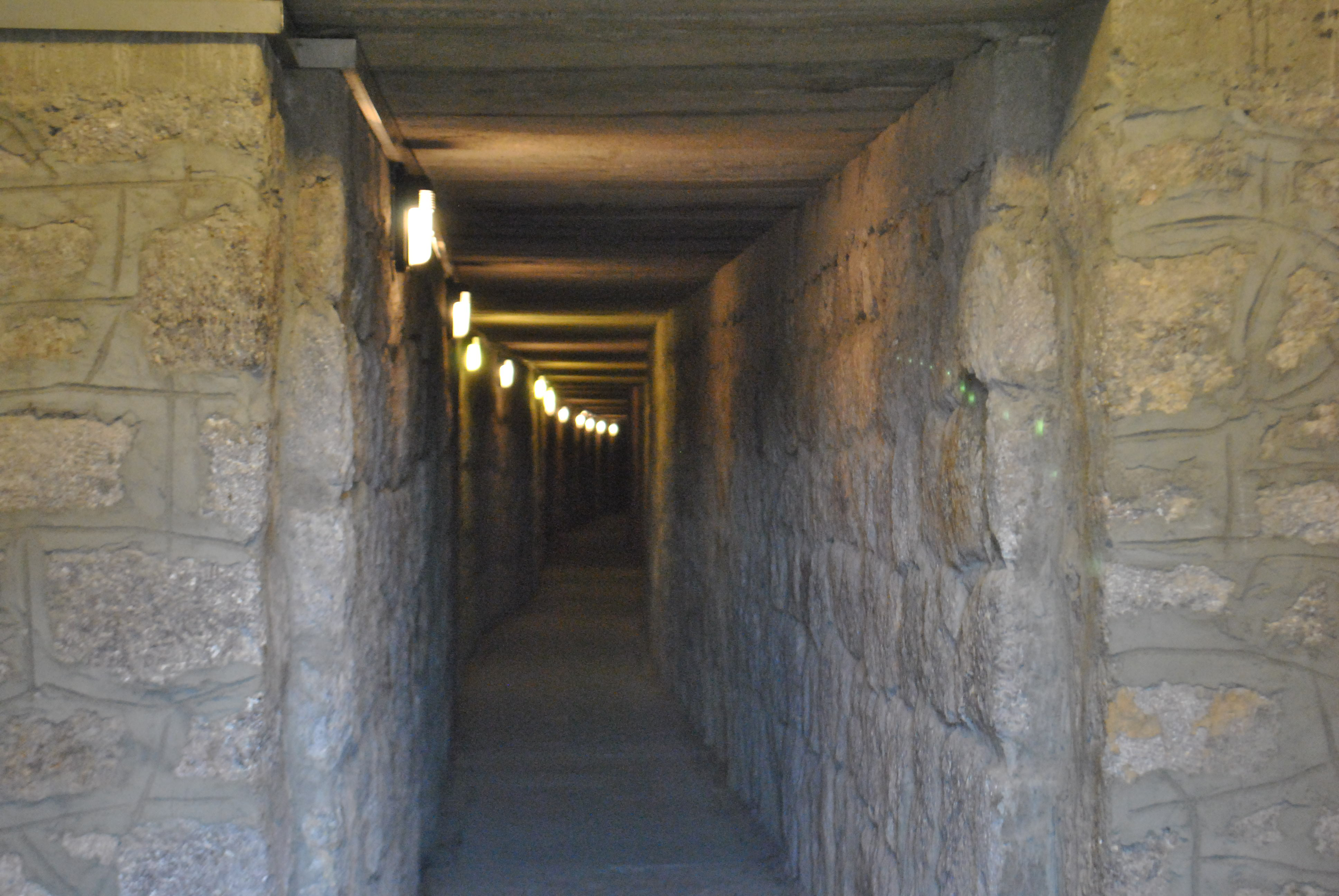
seconda parte del dromos del tumulo detto di "Re Mida"
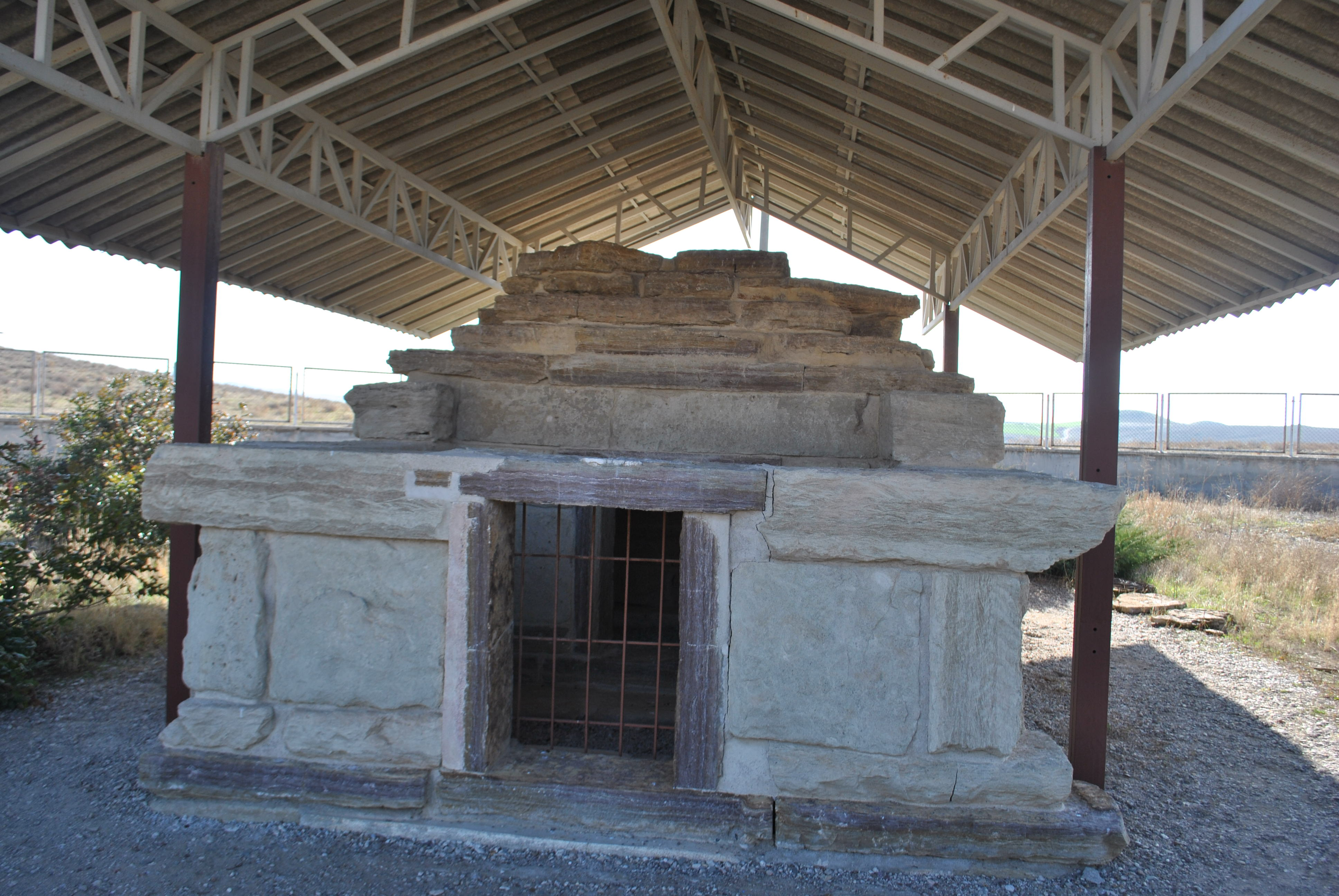
tomba nell'area esterna del museo
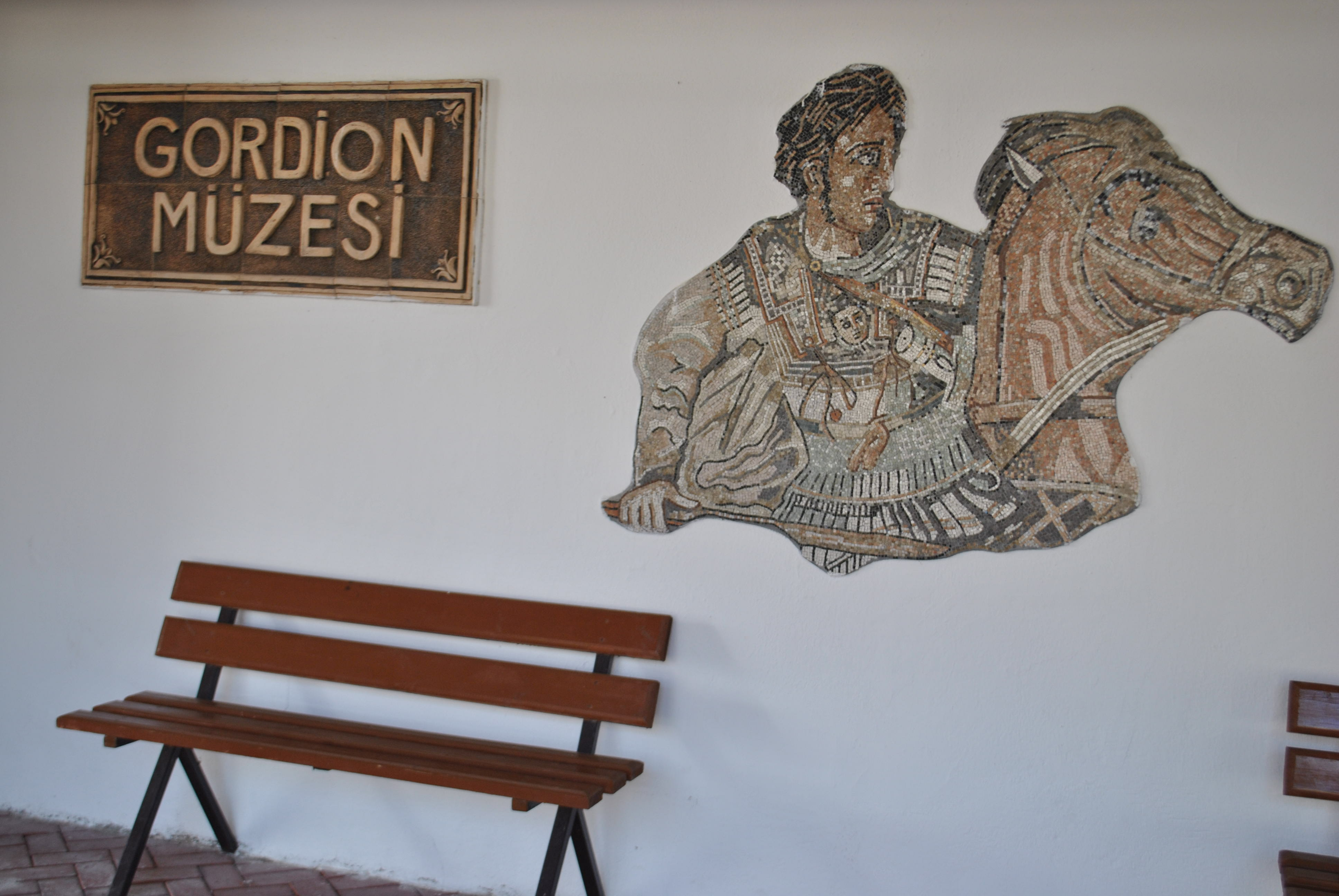
Ingresso del museo con una copia (particolare) del mosaico di Alessandro il Macedone della battaglia di Isso (Casa del Fauno, dal 1843 al Museo archeologico nazionale di Napoli)
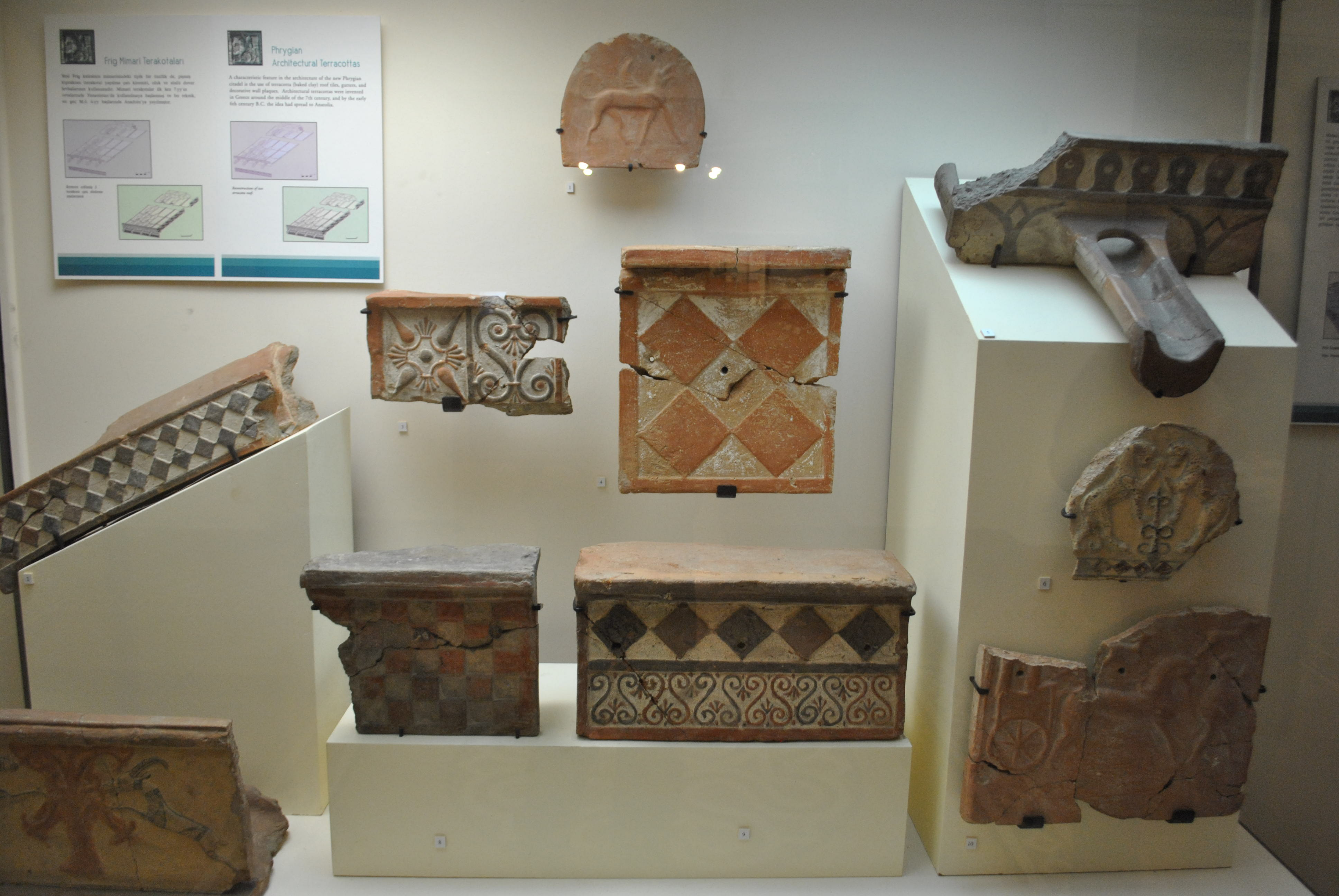
Particolari di teracotta
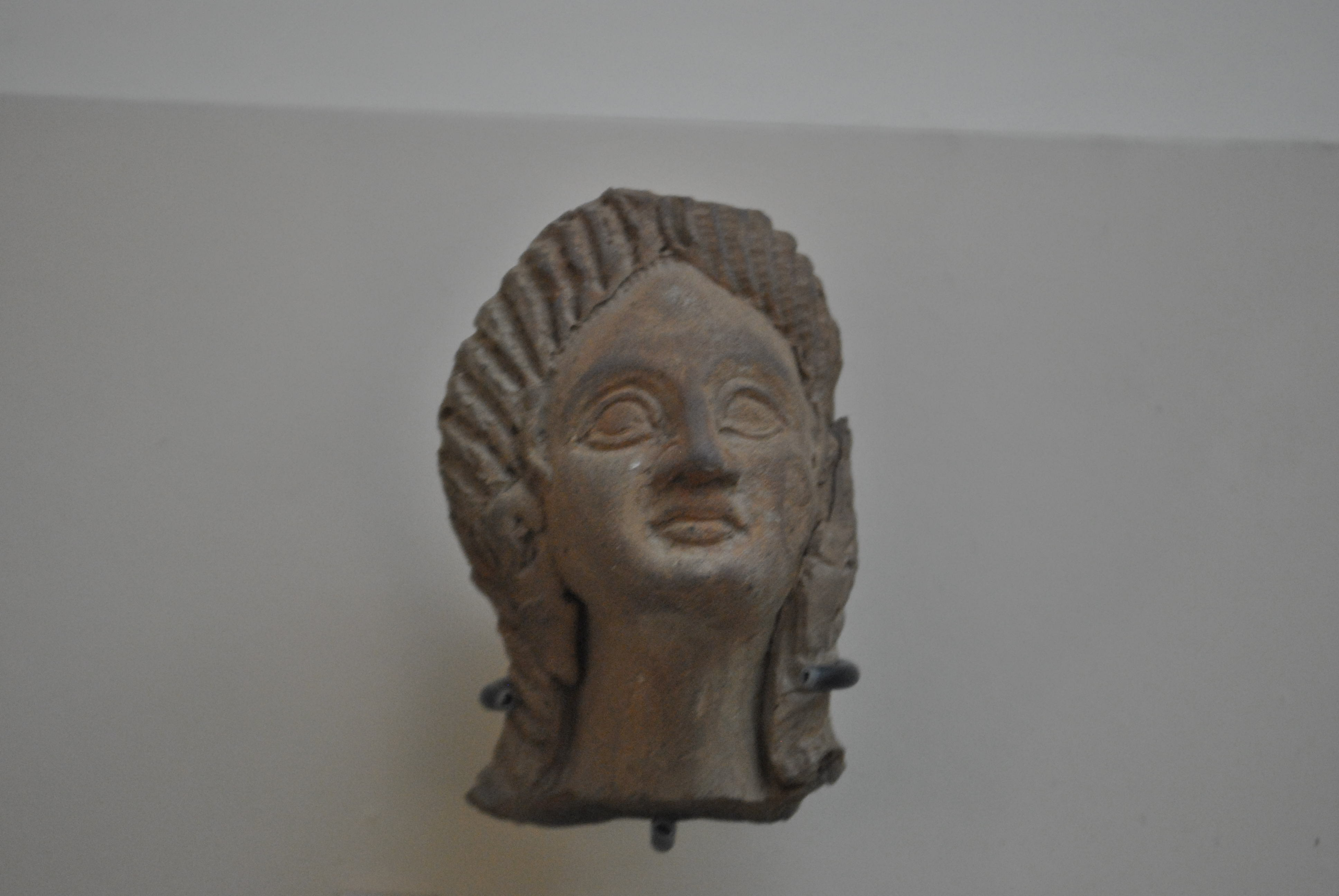
Testa in terracotta